# Aasee (Bocholt)
Aasee je jezero u Bocholtu, Sjeverna Rajna-Vestfalija, Njemačka. Visina je 23,8 m, a površina 0,32 km ².